# کوزلتس
کوزلتس (به بلغاری: Kozlets) یک منطقهٔ مسکونی در بلغارستان است که در شهرستان هاسکوفو واقع شده‌است.